# Agent cívic
Els agents cívics són personal de l'àmbit de l'educació social que treballa en alguns municipis vetllant per una bona convivència entre la ciutadania garantit que es compleixin les normes més elementals de civisme mitjançant eines educatives i pedagògiques, en els àmbits de l'ús de l'espai públic,
mobilitat, tinença responsable d'animals, consum responsable i informació.